# Otakar Frič
Otakar Frič (11. května 1877 Podlesí u Příbrami – 4. června 1953 Moravské Budějovice) byl prvním českým baptistickým misionářem.

## Život
Narodil se v Podlesí u Příbrami, v Praze získal středoškolské vzdělání a začal pracovat jako účetní v chemickém závodě v Hleďsebi. Později se v Africe seznámil s diakonkou misie Herminou Winklerovou, vzali se a měli spolu čtyři děti Otakara (1911), Boženu (1913), Hermu (1914) a Mbonji (1919).

## Baptista
Frič se narodil v katolické rodině a od mládí se zajímal o duchovní věci. V Praze prožil v Reformované církvi své „duchovní obrácení“. Jindřichem Novotným byl získán pro zásady baptismu a ten ho také roku 1903 pokřtil. Frič se připojil k pražskému baptistickému sboru a začal zde misijně pracovat.

## Misionář
Roku 1907 se vydal vyslán německými baptisty do Kamerunu. Zde až do roku 1912 misijně pracoval jako evangelista a učitel na misijních stanicích v Nyamtangu a okolí. Své zážitky a zkušenosti zachytil v poutavých reportážích. S Afrikou se rozloučil hromadným křtem 68 lidí včetně náčelníka kmene a osmiletého chlapce.

## Kazatel
Vzhledem k napjaté situaci kolem 1. světové války se už nemohl na misii vrátit a tak sloužil jako kazatel v brněnském baptistickém sboru (1914–1922). Zde s manželkou založili československou diakonii „Tabita“, která se v poválečné nouzi starala o žebráky. Po třech letech služby v Turnově a Bělé pod Bezdězem se vrátil do Brna, kde se stal kazatelem baptistického sboru v Husovicích (1926–1951). Zemřel v 76 letech u svého syna v Moravských Budějovicích.